# Diocesi di Jayapura
La diocesi di Jayapura (in latino Dioecesis Iayapuraensis) è una sede della Chiesa cattolica in Indonesia suffraganea dell'arcidiocesi di Merauke. Nel 2021 contava 87.276 battezzati su 1.023.270 abitanti. È retta dal vescovo Yanuarius Teofilus Matopai You.

## Territorio
La diocesi comprende la municipalità di Jayapura e le reggenze indonesiane di Jayapura, Keerom, Jayawijaya, Yahukimo, Tolikara, Monti Bintang e Sarmi nella provincia di Papua.
Sede vescovile è la città di Jayapura, dove si trova la cattedrale di Cristo Re. In passato la città episcopale era nota con diversi nomi: Hollandia, Kota Baru e Sukarnapura.
Il territorio è suddiviso in 28 parrocchie.

## Storia
La prefettura apostolica di Hollandia fu eretta il 12 maggio 1949 con la bolla Melius aptiusque di papa Pio XII, ricavandone il territorio dal vicariato apostolico della Nuova Guinea olandese (oggi diocesi di Amboina).
Il 24 giugno 1950 restituì le isole di Ternate, Tidore, Halmahera e Bacan, tutte appartenenti all'arcipelago delle Molucche, al vicariato apostolico di Amboina.
Il 14 giugno 1954 la prefettura apostolica fu elevata a vicariato apostolico con la bolla Sicuti sollers dello stesso papa Pio XII.
Il 19 dicembre 1959 cedette una porzione del suo territorio a vantaggio dell'erezione della prefettura apostolica di Manokwari (oggi diocesi di Manokwari-Sorong).
Il 28 giugno 1963 assunse il nome di vicariato apostolico di Kota Baru, che abbandonò il 12 giugno 1964 per passare al nome di vicariato apostolico di Sukarnapura, in forza del decreto Cum Excellentissimus della Congregazione di Propaganda Fide.
Il 15 novembre 1966 il vicariato apostolico fu elevato a diocesi con la bolla Pro suscepto di papa Paolo VI.
Il 25 aprile 1969 cambiò nuovamente nome, assumendo quello di diocesi di Djajapura, finché il 22 agosto 1973 non ha assunto la denominazione attuale in forza del decreto Cum propositum della Congregazione per l'evangelizzazione dei popoli..
Il 19 dicembre 2003 ha ceduto una porzione del suo territorio a vantaggio dell'erezione della diocesi di Timika.

## Cronotassi dei vescovi
Si omettono i periodi di sede vacante non superiori ai 2 anni o non storicamente accertati.
- Oscar Cremers, O.F.M. † (3 giugno 1949 - 1954 dimesso)
- Rudolf Joseph Manfred Staverman, O.F.M. † (29 aprile 1956 - 6 maggio 1972 dimesso)
- Herman Ferdinandus Maria Münninghoff, O.F.M. † (6 maggio 1972 - 29 agosto 1997 ritirato)
- Leo Laba Ladjar, O.F.M. (29 agosto 1997 - 29 ottobre 2022 ritirato)
- Yanuarius Teofilus Matopai You, dal 29 ottobre 2022

## Statistiche
La diocesi nel 2021 su una popolazione di 1.023.270 persone contava 87.276 battezzati, corrispondenti all'8,5% del totale.
| anno | popolazione | popolazione | popolazione | presbiteri | presbiteri | presbiteri | presbiteri                | diaconi | religiosi | religiosi | parrocchie |
| anno | battezzati  | totale      | %           | numero     | secolari   | regolari   | battezzati per presbitero | diaconi | uomini    | donne     | parrocchie |
| ---- | ----------- | ----------- | ----------- | ---------- | ---------- | ---------- | ------------------------- | ------- | --------- | --------- | ---------- |
| 1950 | 5.175       | 170.000     | 3,0         | 25         |            | 25         | 207                       |         |           | 7         | 15         |
| 1969 | 27.752      | 400.000     | 6,9         | 50         | 1          | 49         | 555                       |         | 62        | 25        | 32         |
| 1980 | 46.504      | 650.000     | 7,2         | 43         |            | 43         | 1.081                     |         | 61        | 46        | 32         |
| 1990 | 75.478      | 960.000     | 7,9         | 41         | 7          | 34         | 1.840                     | 1       | 75        | 52        | 42         |
| 1999 | 128.984     | 1.275.000   | 10,1        | 48         | 15         | 33         | 2.687                     | 2       | 76        | 46        | 42         |
| 2000 | 129.180     | 1.275.000   | 10,1        | 48         | 15         | 33         | 2.691                     | 2       | 76        | 46        | 42         |
| 2001 | 332.231     | 1.356.144   | 24,5        | 52         | 14         | 38         | 6.389                     | 3       | 84        | 89        | 38         |
| 2002 | 335.731     | 1.490.127   | 22,5        | 59         | 15         | 44         | 5.690                     | 2       | 81        | 134       | 44         |
| 2003 | 129.928     | 2.469.786   | 5,3         | 53         | 18         | 35         | 2.451                     | 2       | 145       | 72        | 42         |
| 2004 | 44.880      | 837.300     | 5,4         | 29         | 11         | 18         | 1.547                     | 2       | 99        | 56        | 25         |
| 2006 | 65.180      | 858.000     | 7,6         | 37         | 13         | 24         | 1.761                     | 1       | 102       | 60        | 25         |
| 2013 | 85.795      | 932.000     | 9,2         | 48         | 13         | 35         | 1.787                     | 1       | 98        | 58        | 27         |
| 2016 | 80.981      | 968.499     | 8,4         | 59         | 22         | 37         | 1.372                     | 1       | 119       | 49        | 27         |
| 2019 | 86.396      | 1.002.700   | 8,6         | 58         | 18         | 40         | 1.489                     | 1       | 111       | 51        | 27         |
| 2021 | 87.276      | 1.023.270   | 8,5         | 66         | 27         | 39         | 1.322                     | 1       | 129       | 51        | 28         |